# Gravesend (Kent)
Pour les articles homonymes, voir Gravesend.
Gravesend est une ville historique située dans le nord-ouest du Kent en Angleterre, sur la rive sud de la Tamise. Le centre administratif du borough (dit Gravesham), sa population est de 66 000 habitants. C'est là qu'est morte la princesse Pocahontas.
Gravesend de nos jours est la ville la plus proche de la gare de Ebbsfleet International, desservie depuis décembre 2007 par les liaisons Eurostar, ainsi que par des trains nationaux entre le Kent et Londres à partir de décembre 2009.

## Histoire
La princesse Pocahontas morte en 1617 y est enterrée dans l'église paroissiale (« St George's Gravesend »). Comme indiqué dans l'église, Pocahontas a été enterrée dans le chœur de l'église ancienne, mais le chœur de l'église, reconstruite en 1720, se trouve maintenant à 4 m de profondeur. À l'intérieur de l'église se trouvent plusieurs panneaux ainsi que deux vitraux ou l’on voit Pocahontas. Un panneau détaille l'arbre généalogique de John Rolfe, le mari de la princesse. Une réplique de la statue de Pocahontas de Jamestown se trouve devant l’entrée de l’église. Elle lui a été offerte et inaugurée par le gouverneur de Virginie le 5 octobre 1958.

## Personnalités associées à la commune

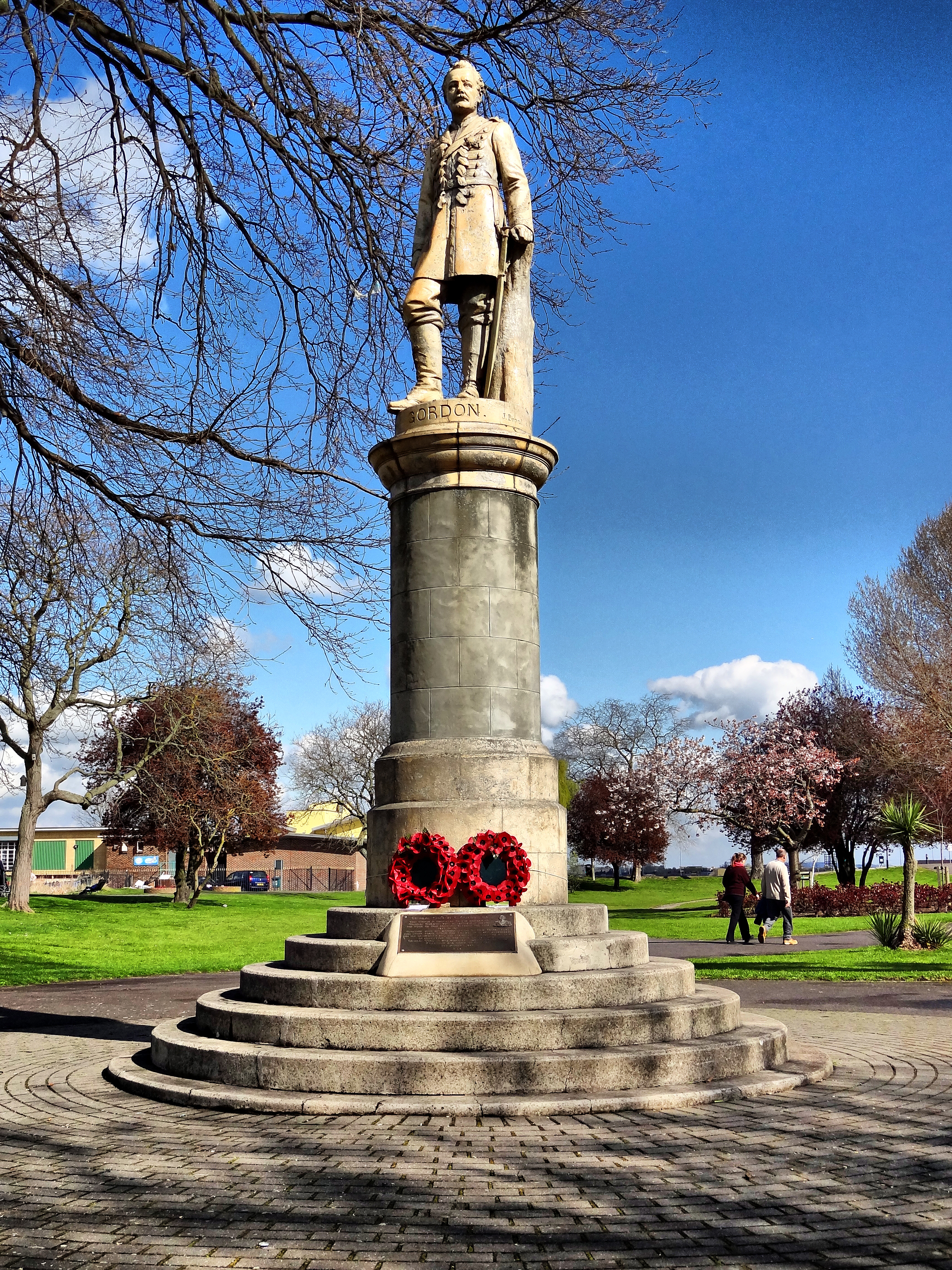
Statue of General Gordon at Gravesend

- Edwin Arnold (1832–1904), poète anglais et journaliste[2]
- Derek Barton (1918–1998), chimiste anglais et colauréat du prix Nobel de chimie de 1969.
- Francis Beaufort (1774–1857), amiral, cartographe et explorateur, a vécu à Gravesend.
- Peter Blake (né en 1932), artiste
- George Box (1919–2013), statisticien de renom, et lauréat du titre de FRS.
- Laura Coombs (né en 1991), footballeur,
- Charles Dickens est associé à Gravesend et aux villages de la commune. De nombreux liens entre lui et Gravesham sont encore visibles : il a visité Gravesend, il a passé sa lune de miel à Chalk, il a vécu et est mort à Higham et il s'est inspiré de Cobham pour The Pickwick Papers.
- Jessica Dismorr (1885-1939), membre du mouvement artistique Vorticism, née à  Gravesend.
- Charles Gordon (1833–1885),militaire, a vécu dans la ville de 1865 à 1871. En tant que commandant des Royal Engineers, il a supervisé la construction des forts protégeant la Tamise en aval de Gravesend.
- Thom Gunn (1929–2004), poète anglo-américain, né à Gravesend.
- Katharine Hamnett (née en 1947), styliste.
- Adam Holloway (né en 1965), homme politique.
- Paul Ritter (1966-2021), acteur
- John MacGregor (1825–1892), écrivain, avocat et explorateur.
- Dulcie Ethel Adunola Oguntoye (1923-2018), membre de la RAF puis avocate et juge nigériane.
- Pocahontas (1595–1617), première femme amérindienne à visiter l'Angleterre. Elle tombe malade lors de son voyage de retour vers l'Amérique et meurt à l'âge de 21 ans après avoir débarqué à Gravesend. Elle est enterrée sous le chœur de l'église paroissiale St George.
- David Rutley (né en 1961 à Gravesend), homme politique et Mormon.

## Liens externes

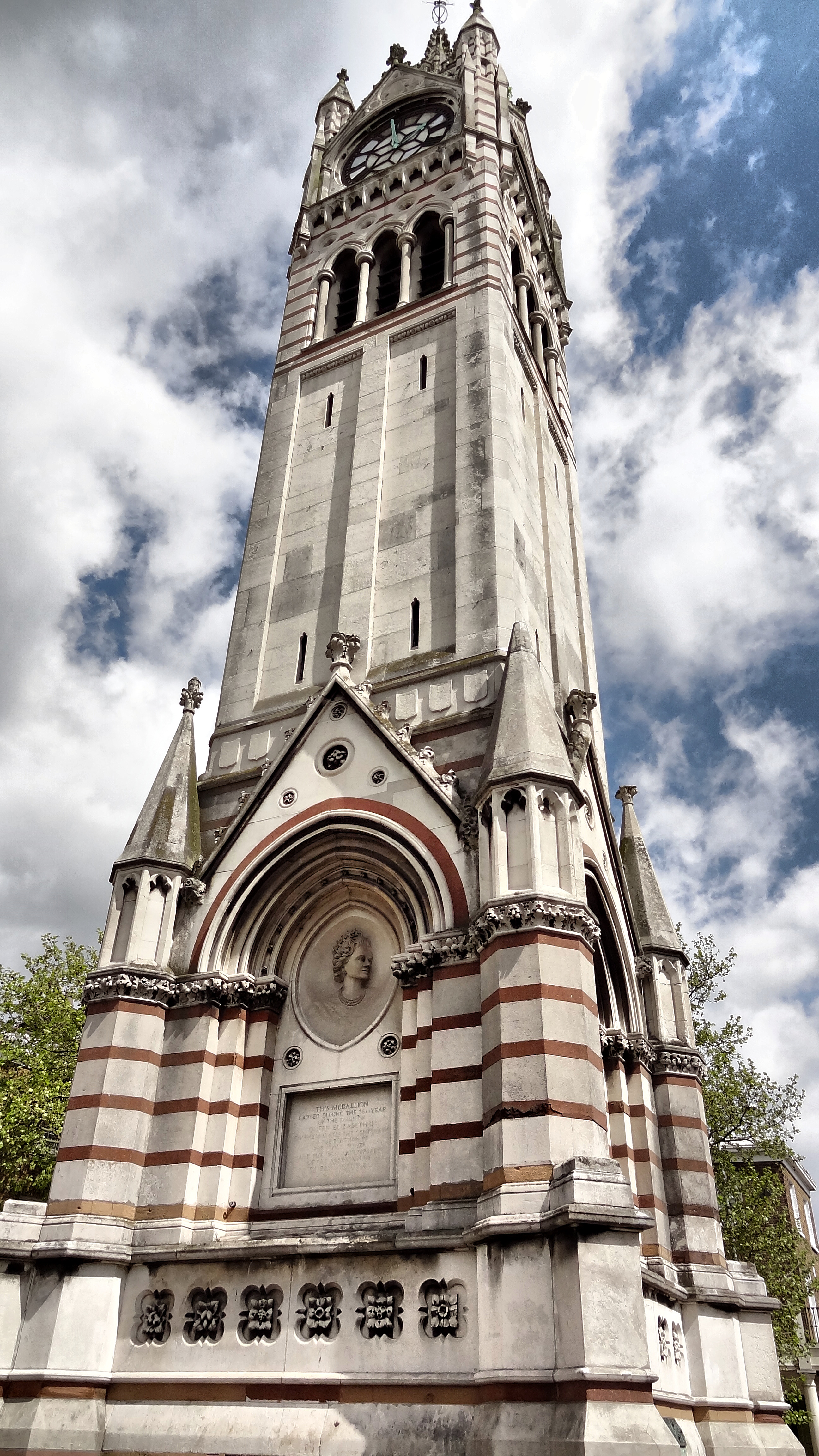
Tour horloge de Gravesend (1887)

## Jumelages
- Cambrai (France)
- Chesterfield (États-Unis)
- Neumünster (Allemagne)